# شرکت دکا
دکا (به انگلیسی: DEKA (company)) یک شرکت تحقیق و توسعه است که مستقر در منچستر، نیوهمپشایر بزرگترین شهر ایالت نیوهمپشایر در کشور ایالات متحده آمریکا است که در سال ۱۹۸۲ توسط دین کامن تأسیس شد. دکا متشکل از نزدیک به ۴۰۰ نفر مهندس، تکنسین و کارکنان پشتیبانی است. دکا کوتاه شده و برگرفته از نام خود دین کامن است.
این شرکت در یک سری از ساختمان‌های قدیمی اموسکگ (که یک شرکت تولیدکننده پارچه و لباس بود) در آبشار میلیارد در شهر منچستر نیوهمپشایر آمریکا واقع شده‌است.
مأموریت دکا ترویج نوآوری است. در سال ۲۰۰۰ دین کامن برای اختراعات مراقبت‌های پزشکی پیشرفته در سراسر جهان مدال ملی فناوری را از رئیس‌جمهور آن زمان بیل کلینتون دریافت کرد.
پروژه اسلینگ شات یا پروژه تیرکمان سنگی (قلاب سنگ) دین کامن که در شرکت دکا به انجام رسید که یک سیستم تصفیه آب قابل حمل است و می‌تواند کثیف‌ترین آب‌ها را تصفیه کرده و آب قابل آشامیدن تحویل دهد رتبهٔ دوم جالب‌ترین اختراع سال ۲۰۰۳ را در مجله تایم کسب کرد. دین کامن در برنامهٔ گزارش کلبر با ریختن دوریتوز (که یک چیپس ذرتی آمریکایی محصول شرکت پپسی است) و مواد دیگر در یک مایع قرمز در دستگاه تصفیهٔ آب و تصفیهٔ آن آب کثیف، و در نهایت خروجی آب تمیز خالص و شفاف، قابلیت این دستگاه را به همه نشان داد.
دکا اسپانسر اصلی و شریک استراتژیک فرست است که آن نیز توسط دین کامن تأسیس شد.
دکا پیمانکار توزیع مویرگی برای توسعهٔ آب سردکن کوکاکولا فری‌استایل است و با کوکاکولا که به صورت مویرگی قادر به دستیابی به اکثر نقاط جهان و مناطق دورافتاده برای توزیع محصولات کوکاکولا است در جهت توزیع دستگاه تصفیه آب در مناطق محروم و دورافتاده جهان همکاری می‌کند.

## محصولات
- صندلی چرخدار آی‌بات، تحت لیسانس جانسون و جانسون
- دستگاه دیالیز قابل حمل هوم چویس، تحت لیسانس مراقبت‌های بهداشتی بکستر
- فناوری موتور استیرلینگ
- استنت، لوله توری فلزی برای جایگذاری در بدن بیمار
- سگ‌وی، حمل و نقل شخصی
- دراکس
- اسلینگ‌شات، دستگاه تصفیه آب قابل حمل
- لوک‌آرم[۴] یا بازوی لوقا، بازوی مصنوعی هوشمند پروژه دارپا
- ارتز سیلیکونی مچ پا و فلو تک آپاپز، قابل تنظیم و آماده‌سازی برای محافظت از صدمات دوران توان‌بخشی اولیه قابل چرخش ارتز و پروتز و …[۵]